# شهرستان شچی
شهرستان شچی (به لاتین: Sheqi County) یک شهرستان‌های جمهوری خلق چین در چین است که در نانیانگ واقع شده‌است.
 شهرستان شچی ۱٬۲۰۳ کیلومتر مربع مساحت و ۶۳۰٬۰۰۰ نفر جمعیت دارد.